# William Hull
William Hull (24 juin 1753–29 novembre 1825) était un soldat et un politicien américain. Il combattit lors de la guerre d'indépendance, fut gouverneur du Territoire du Michigan, puis général lors de la guerre de 1812, pendant laquelle il se rendit célèbre en capitulant face à des troupes britanniques inférieurs en nombre, leur livrant la ville de Détroit.

## Biographie

### Études
Hull est né le 24 juin 1753 à Derby, dans le Connecticut. Il est diplômé de l'université Yale en 1772 et a étudié le droit à Litchfield, au Connecticut.

### Guerre d'indépendance des États-Unis
Au début des combats de la guerre d'indépendance américaine (1775-1783), Hull se joignit à une milice locale et fut rapidement promu capitaine, puis lieutenant-colonel de l'armée continentale. Il a combattu dans les batailles de White Plains, de Trenton, de Princeton, de Saratoga, de Fort Stanwix, de Monmouth et de Stony Point (en).
Hull était un ami de Nathan Hale et tenta de le dissuader de la dangereuse mission d'espionnage qui lui coûta la vie. Hull est connu pour avoir transmis les derniers mots attribués de Nathan Hale : « Je ne regrette que de n'avoir qu'une vie à donner pour mon pays. »
Après la guerre, il s'installe dans le domaine familial de son épouse à Newton dans le Massachusetts et a exercé les fonctions de juge et de sénateur. Il fut élu capitaine de la Ancient and Honorable Artillery Company du Massachusetts (en) en 1789.

### Entre guerre
Le 22 mars 1805, le président Thomas Jefferson a nommé Hull gouverneur du Territoire du Michigan récemment créé et interlocuteur des Amérindiens. Tout le territoire étant aux mains des Amérindiens, à l'exception de deux enclaves autour de Détroit et de Fort Mackinac, Hull s'employa à acheter progressivement des terres amérindiennes à des fins d'occupation par les colons américains.
Il négocia le traité de Détroit en 1807 avec les tribus Outaouais, Ojibwés, Hurons-Wendat et Potéouatamis, qui cédèrent la majeure partie du sud-est du Michigan et du nord-ouest de l'Ohio aux États-Unis, jusqu'à l'embouchure de la rivière Maumee où se développa Toledo. Ces efforts pour étendre la colonisation américaine ont commencé à susciter une opposition, en particulier de la part des dirigeants chaouanons, Tecumseh et son frère Tenskwatawa, qui ont appelé à la résistance à la culture américaine et à l'arrêt de la cession de terres.

### Guerre anglo-américaine de 1812

#### Reddition de Détroit
Hull a cédé Fort Detroit au général britannique Isaac Brock le 16 août 1812, parce que Brock l'avait dupé en lui faisant croire qu'il était largement moins nombreux que ses ennemis. La force comprenait environ 530 guerriers amérindiens et environ 800 soldats selon certaines sources, mais 600 guerriers et 1 300 soldats selon Brock. Hull pensait que la reddition était une étape valable, sauvant ses troupes et 700 civils de « l'horreur d'un massacre indien » comme il l'écrivit plus tard.
Le colonel Lewis Cass a par la suite imputé tout le blâme à Hull et lui a succédé en tant que gouverneur territorial du Michigan.
En 1814, Hull se retrouva en cour martiale à l'issue d'un procès présidé par le général Henry Dearborn, le futur président Martin Van Buren étant le procureur général chargé de la poursuite. Les preuves à charge ont été présentées par Robert Lucas (en), un subordonné et futur gouverneur de l'Ohio. Hull fut reconnu coupable de lâcheté et de négligence dans son travail et fut condamné à être fusillé. Cependant, le président James Madison a commué la peine en se contentant de le renvoyer de l'armée, en reconnaissance de son service héroïque pendant la guerre d'indépendance.

### Fin de vie
Hull a vécu le reste de sa vie à Newton, dans le Massachusetts, avec son épouse Sarah Fuller. Il a écrit Detroit: Defense of Brig. Gen. Wm. Hull en 1814 et Memoirs of the Campaign of the Northwestern Army of the United States: A.D. 1812, publiés en 1824, dans le but de redorer son blason. Certains historiens ultérieurs ont convenu qu'il avait été injustement érigé en bouc émissaire de la perte embarrassante de Detroit. La publication de ses Mémoires en 1824 changea quelque peu l'opinion publique en sa faveur.
En juin 1825, le marquis de Lafayette, pendant son voyage en Amérique entre juillet 1824 et septembre 1825, lui rendit visite et déclara : « Nous avons tous deux souffert de représailles et de reproches ; mais nos personnages sont reconnus ; pardonnons à nos ennemis et mourons dans l'amour chrétien et la paix avec tous les hommes. »
Il meurt dans sa maison à Newton quelques mois plus tard, le 29 novembre 1825.

### Famille
Son fils Abraham était capitaine de l'armée de terre pendant la guerre de 1812 et mourut à la bataille de Lundy's Lane à l'âge de 27 ans. Sa dépouille fut inhumée au cimetière Drummond Hill à Niagara Falls, en Ontario, et fut le seul officier américain à y être enterré.
Hull était également oncle d'Isaac Hull, fils de son frère Joseph. Joseph mourut alors qu'Isaac était jeune, et c'est William Hull qui adopta le garçon. Isaac a commandé l'USS Constitution pendant la guerre de 1812.

## Sources
- (en) Cet article est partiellement ou en totalité issu de l’article de Wikipédia en anglais intitulé « William Hull » (voir la liste des auteurs).